# Sansa Stark
Sansa Stark é uma personagem fictícia da série de livros de fantasia A Song of Ice and Fire, do autor norte-americano George R. R. Martin. Ela também é uma das personagens principais da adaptação televisiva da HBO, Game of Thrones, onde é interpretada pela atriz inglesa Sophie Turner. Ela é introduzida em ambas as mídias como a filha mais velha e o segundo dos filhos de Lorde Eddard e Lady Catelyn da Casa Stark de Winterfell, uma antiga fortaleza no Norte do fictício continente de Westeros. 
Sua primeira aparição na saga literária é no livro A Game of Thrones (1996), e tem aparições seguintes nos livros A Clash of Kings (1998), A Storm of Swords (2000) e A Feast for Crows (2005), mas está ausente do quinto livro, A Dance with Dragons (2011), devidos separação geográfica na história. George Martin, porém, confirmou a volta da personagem no próximo livro, The Winds of Winter.
Na série de televisão, a personagem foi aclamada pela crítica especializada e a revista Rolling Stone a considera a 4ª melhor personagem de toda a série. Turner, que começou a fazer o papel com apenas 13 anos, e o restante do elenco, foram indicados cinco vezes ao Prêmio SAGA de melhor elenco em série de drama.

## Perfil
Criada como uma Dama, é tradicionalmente feminina. Seus interesses são a música, a poesia e o canto. Ela se esforça para se tornar como as heroínas de contos de fadas, tentando encontrar um príncipe, cavaleiro ou cavalheiro para se apaixonar. Seu animal de estimação era um lobo chamado Lady, morto no primeiro livro no lugar do lobo da irmã Arya,  Nymeria. Ela é descrita como sendo alta, magra, bonita e destinada a ser uma dama ou uma rainha; tem olhos azuis e cabelos ruivos espessos que herdou da mãe. Em Game of Thrones, o primeiro livro da saga, Sansa tem 11 anos de idade e quase 14 no quarto, A Feast for Crows, escrito nove anos depois. Provavelmente o mais ingênuo dos filhos Stark no início da série, Sansa muitas vezes se vê usada como um peão nas maquinações dos outros personagens. No entanto, à medida que a história avança, ela amadurece e se torna mais um jogador atuante do jogo do que um peão para outros personagens.

## Biografia fictícia

### Série de literária
Sansa é o segundo filho e a filha mais velha de Ned e Catelyn Stark. Ela nasceu e cresceu em Winterfell, até deixar a fortaleza com seus pais e irmãos no começo da série. Ela tem uma irmã mais nova, Arya Stark, dois irmãos mais novos, Rickon Stark e Bran Stark e um irmão mais velho, Robb Stark, além de um meio-irmão bastardo mais velho, Jon Snow.

#### A Game of Thrones
Sansa começa a novela sendo oferecida em casamento a Joffrey Baratheon, o Príncipe Herdeiro de Westeros, e acredita que ele seja um príncipe galante. Enquanto os dois caminham juntos pelo bosque, Joffrey nota a irmã de Sansa, Arya, treinando espada com o filho do açougueiro, Mycah. Uma briga estoura e Joffrey é atacado por Nymeria, a loba de Arya, depois de tentar machucar o garoto. Sansa mente para o rei Robert Baratheon para proteger tanto Joffrey quanto Arya. Como Arya fugiu com seu lobo para evitar que ele fosse sacrificado, o lobo de Sansa, Lady, é sacrificado no lugar, criando um estranhamento entre as duas irmãs.

Brasão de armas da Casa Stark.

Durante o Torneio da Mão, em honra de seu pai, que foi feito a nova Mão do Rei – o principal conselheiro do rei – Sansa fica encantada em ver os cavaleiros que se apresentam no evento. A pedido de sua mãe, a rainha Cersei Lannister, Joffrey passa grande parte do torneio ao lado de Sansa mas perto do fim ele ordena a seu guarda pessoal Sandor Clegane, conhecido como "Cão de Caça", que a acompanhe até seus aposentos. Sandor conta a Sansa a pouco conhecida história do porquê de ter parte do rosto queimado e porque desgosta de cavaleiros e ela o conforta.
Após Ned Stark descobrir a verdade sobre a paternidade de Joffrey, ele diz a Sansa que eles estão voltando para Winterfell. Ela fica devastada e quer ficar em Porto Real, então vai até a rainha e conta os planos do pai, inconscientemente dando a Cersei a informação para prender seu pai. Após a morte do rei Robert, Sansa implora a Joffrey para mostrar piedade com seu pai e ele concorda em deixar Ned viver se ele jurar lealdade. Após prometer a Sansa que seria piedoso, Joffrey trai sua palavra e executa Ned na frente da filha e de sua família. Sansa se torna efetivamente uma refém em Porto Real e finalmente vê a natureza de Joffrey quando ele a força a olhar para a cabeça decapitada do pai. 

#### A Clash of Kings
Sansa é uma refém em Porto Real e aprendeu a ser exteriormente leal ao rei Joffrey para evitar abusos físicos graves. Na festa de celebração do dia do nome de Joffrey, ela salva a vida de Ser Dontos Hollard após ele aparecer atrasado e completamente embriagado; ela apela a ele que poupe sua vida e em troco receber a aparente lealdade de Hollard. Mais tarde, Ser Donotos conta a Sansa um plano de ajudá-la a escapar de Porto Real. Ela é rotineiramente espancada pelos guardas reais. Após seu irmão vencer uma batalha contra os Lannister, a família maternal de Joffrey, ele a espanca publicamente e arranca suas roupas. Tyrion Lannister, o anão tio de Joffrey, intervém em favor de Sansa e Sandor a cobre com uma manta. Mais tarde, ele salva Sansa de um tumulto popular em Porto Real.
Durante a Batalha do Água Negra, todas as nobres de Porto Real se trancam na Sala Vermelha, onde Cersei Lannister, bêbada, tripudia e ameaça Sansa. Depois de saber que eles estão perdendo a batalha, Cersei foge e Sansa conforta as mulheres que ficaram lá antes de ir para seus aposentos. Lá ela encontra Sandor que se oferece para tirá-la dali enquanto a batalha acontece mas ela recusa. Antes dele desaparecer de Porto Real, ela lhe dá uma canção de presente e ele lhe dá sua manta uma segunda vez. Sansa vai dormir e quando acorda a batalha acabou e a Casa Lannister a venceu. Sua promessa de casamento a Joffrey é anulada e ele pode então se casar com Margaery Tyrell. Joffrey lhe diz q ele ainda pode usá-la depois do casamento com Margaery, então ela deve esperar uma visita inesperada nas madrugadas por um bom tempo.

#### A Storm of Swords
Sansa é convidada por Margaery para jantar com ela e sua avó, Olenna. As duas mulheres querem entender a verdadeira natureza de Joffrey Baratheon antes de Margaery se casar com ele. Em troca, Olenna sugere que Sansa se case com Willas Tyrell, seu neto e irmão de Margaery. Sansa revela esta proposta para Ser Dontos que a avisa sobre os Tyrell mas Sansa cria uma grande amizade com Margaery e fica feliz em fazer parte da família quando se casar com Willas. Quando Tywin Lannister descobre este plano, ele planeja para que o irmão dela, Robb, seja assassinado, sabendo que com isso Sansa herdaria Winterfell e todo o Norte, e ordena a seu filho Tyrion que se case com ela.
Sansa fica em choque quando descobre que deverá se casar com o anão. Joffrey a insulta e aumenta o insulto substituindo o pai de Sansa na cerimônia, a quem decapitou, entregando-a a Tyrion no lugar dele. Sansa ignora Tyrion e se recusa a curvar-se quando ele tenta colocar seu manto em torno dela, um costume de casamento importante em Westeros; em adição ao insulto a Sansa, Joffrey obriga Ser Dontos a atuar como banquinho para que o anão Tyrion possa subir e colocar o manto em volta dos ombros dela apesar de sua baixa estatura. Mais tarde na festa, ela dança com vários cavalheiros que lhe oferecem palavras de conforto, porém, quando é sua vez de dançar com Joffrey, ele a ameaça novamente de estupro depois do casamento. Tyrion intervém e expressa seu desejo de castrar Joffrey. Após a recepção, Tyrion decide não consumar a união, pela falta expressa de desejo de Sansa por ele. Em pouco tempo, toda Porto Real sabe que o casamento não foi consumado.
Pouco depois deste casamento, é a vez e Joffrey e Margaery se casarem; após a cerimônia acontece um grande banquete, onde o rei é envenenado. Cersei Lannister ordena a prisão imediata de Tyrion e Sansa, considerados suspeitos, enquanto o caos se instala no lugar. Enquanto Joffrey sufoca até a morte, Sansa escapa para seu quarto onde junta seus pertences e nota que uma das ametistas de sua rede de cabelo desapareceu. Mesmo duvidando que o plano de fuga de Ser Dontos dê certo, ela foge com ele de Porto Real. Dontos é depois morto por Petyr Baelish, o "Mindinho", que revela ser o cérebro por trás de todas as maquinações na capital, que foi ele que mandou Dontos atrás dela e que Olenna havia roubado a ametista.
"Mindinho" leva Sansa em segurança até O Vale de Arryn, onde ela assume o papel de sua filha bastarda "Alayne Stone". Ela é levada para a tia, Lysa Arryn, agora casada com Baelish. Lysa declara que Sansa deve se casar com seu filho doente Robert, herdeiro do Vale. "Mindinho" e Lysa são casados mas ela fica com ciúmes quando o vê tentando beijar a sobrinha e tenta matá-la, mas Sansa é salva por ele, que mata a própria esposa.

#### A Feast for Crows
No último livro em que aparece, após a morte de Lysa ela se torna a Senhora do Ninho da Águia e continua a fingir ser a filha ilegítima de Baelish. Ele, por sua vez, consegue pacificar os lordes do Vale, que acham que sua mão está por trás da morte de Lysa. Ele conta a Sansa seus planos de casá-la com o herdeiro do Vale, Harrold Hardyng, e no futuro revelar sua identidade verdadeira e reclamar a possessão do Norte. Sansa age como mãe protetora de Robert, o filho doente de Lysa, cuidando dele após a morte da mãe e é mostrada como tendo crescido em inteligência e maturidade desde o início da saga – ela consegue descobrir as maquinações de "Mindinho" e não confia nele como uma vez confiou em Joffrey Baratheon.

#### Genealogia
| \| \| \| \| \| \| \| \| \| \| \| \| \| \| \| \| \| \| \| Rickard[a] \| Rickard[a] \| Rickard[a] \| Rickard[a] \| Rickard[a] \| Rickard[a] \| \| \| \| \| \| \| \| \| \| \| \| \| \| \| Lyarra[b] \| Lyarra[b] \| Lyarra[b] \| Lyarra[b] \| Lyarra[b] \| Lyarra[b] \| \| \| \| \| \| \| \| \| \| \| \| \| \| \| \| \| \| \| \| \| \| \| \| \| \| \| \| \| \| \| \| \| \| \| \| \| \| \| \| Rickard[a] \| Rickard[a] \| Rickard[a] \| Rickard[a] \| Rickard[a] \| Rickard[a] \| \| \| \| \| \| \| \| \| \| \| \| \| \| \| Lyarra[b] \| Lyarra[b] \| Lyarra[b] \| Lyarra[b] \| Lyarra[b] \| Lyarra[b] \| \| \| \| \| \| \| \| \| \| \| \| \| \| \| \| \| \| \| \| \| \| \| \| \| \| \| \| \| \| \| \| \| \| \| \| \| \| \| \| \| \| \| \| \| \| \| \| \| \| \| \| \| \| \| \| \| \| \| \| \| \| \| \| \| \| \| \| \| \| \| \| \| \| \| \| \| \| \| \| \| \| \| \| \| \| \| \| \| \| \| \| \| \| \| \| \| \| \| \| \| \| \| \| \| \| \| \| \| \| \| \| \| \| \| \| \| \| \| \| \| \| \| \| \| \| \| \| \| \| \| \| \| \| \| \| \| \| \| \| \| \| \| \| \| \| \| \| \| \| \| \| \| \| \| \| \| \| \| \| Brandon[a] \| Brandon[a] \| Brandon[a] \| Brandon[a] \| Brandon[a] \| Brandon[a] \| \| \| Catelyn Tully[c] \| Catelyn Tully[c] \| Catelyn Tully[c] \| Catelyn Tully[c] \| Catelyn Tully[c] \| Catelyn Tully[c] \| \| \| Eddard[a] \| Eddard[a] \| Eddard[a] \| Eddard[a] \| Eddard[a] \| Eddard[a] \| \| \| \| \| \| \| \| \| \| \| \| \| \| \| \| \| \| \| \| \| Lyanna[a][d] \| Lyanna[a][d] \| Lyanna[a][d] \| Lyanna[a][d] \| Lyanna[a][d] \| Lyanna[a][d] \| \| \| Benjen[a] \| Benjen[a] \| Benjen[a] \| Benjen[a] \| Benjen[a] \| Benjen[a] \| \| \| \| \| \| \| \| \| \| Brandon[a] \| Brandon[a] \| Brandon[a] \| Brandon[a] \| Brandon[a] \| Brandon[a] \| \| \| Catelyn Tully[c] \| Catelyn Tully[c] \| Catelyn Tully[c] \| Catelyn Tully[c] \| Catelyn Tully[c] \| Catelyn Tully[c] \| \| \| Eddard[a] \| Eddard[a] \| Eddard[a] \| Eddard[a] \| Eddard[a] \| Eddard[a] \| \| \| \| \| \| \| \| \| \| \| \| \| \| \| \| \| \| \| \| \| Lyanna[a][d] \| Lyanna[a][d] \| Lyanna[a][d] \| Lyanna[a][d] \| Lyanna[a][d] \| Lyanna[a][d] \| \| \| Benjen[a] \| Benjen[a] \| Benjen[a] \| Benjen[a] \| Benjen[a] \| Benjen[a] \| \| \| \| \| \| \| \| \| \| \| \| \| \| \| \| \| \| \| \| \| \| \| \| \| \| \| \| \| \| \| \| \| \| \| \| \| \| \| \| \| \| \| \| \| \| \| \| \| \| \| \| \| \| \| \| \| \| \| \| \| \| \| \| \| \| \| \| \| \| \| \| \| \| \| \| \| \| \| \| \| \| \| \| \| \| \| \| \| \| \| \| \| \| \| \| \| \| \| \| \| \| \| \| \| \| \| \| \| \| \| \| \| \| \| \| \| \| \| \| \| \| \| \| \| \| \| \| \| \| \| \| \| \| \| \| \| \| \| \| \| \| \| \| \| \| \| \| \| \| \| \| \| \| \| \| \| \| \| \| \| \| \| \| \| \| \| \| \| \| \| \| \| \| \| \| \| \| \| \| \| \| \| \| \| \| \| \| \| \| \| \| \| \| \| \| \| \| \| \| \| \| \| \| \| \| \| \| \| \| \| \| \| \| \| \| \| \| \| \| \| \| \| \| \| \| \| \| \| \| \| \| \| \| \| \| \| \| \| \| \| \| \| \| \| \| \| \| \| \| \| \| \| \| \| \| \| \| \| \| \| \| Robb[c] \| Robb[c] \| Robb[c] \| Robb[c] \| Robb[c] \| Robb[c] \| \| \| Jeyne Westerling[e] \| Jeyne Westerling[e] \| Jeyne Westerling[e] \| Jeyne Westerling[e] \| Jeyne Westerling[e] \| Jeyne Westerling[e] \| \| \| Sansa[c] \| Sansa[c] \| Sansa[c] \| Sansa[c] \| Sansa[c] \| Sansa[c] \| \| \| Tyrion Lannister[f] \| Tyrion Lannister[f] \| Tyrion Lannister[f] \| Tyrion Lannister[f] \| Tyrion Lannister[f] \| Tyrion Lannister[f] \| \| \| Arya[c] \| Arya[c] \| Arya[c] \| Arya[c] \| Arya[c] \| Arya[c] \| \| \| Brandon[c] \| Brandon[c] \| Brandon[c] \| Brandon[c] \| Brandon[c] \| Brandon[c] \| \| \| Rickon[c] \| Rickon[c] \| Rickon[c] \| Rickon[c] \| Rickon[c] \| Rickon[c] \| \| \| Jon Snow[c][d] \| Jon Snow[c][d] \| Jon Snow[c][d] \| Jon Snow[c][d] \| Jon Snow[c][d] \| Jon Snow[c][d] \| \| \| \| Robb[c] \| Robb[c] \| Robb[c] \| Robb[c] \| Robb[c] \| Robb[c] \| \| \| Jeyne Westerling[e] \| Jeyne Westerling[e] \| Jeyne Westerling[e] \| Jeyne Westerling[e] \| Jeyne Westerling[e] \| Jeyne Westerling[e] \| \| \| Sansa[c] \| Sansa[c] \| Sansa[c] \| Sansa[c] \| Sansa[c] \| Sansa[c] \| \| \| Tyrion Lannister[f] \| Tyrion Lannister[f] \| Tyrion Lannister[f] \| Tyrion Lannister[f] \| Tyrion Lannister[f] \| Tyrion Lannister[f] \| \| \| Arya[c] \| Arya[c] \| Arya[c] \| Arya[c] \| Arya[c] \| Arya[c] \| \| \| Brandon[c] \| Brandon[c] \| Brandon[c] \| Brandon[c] \| Brandon[c] \| Brandon[c] \| \| \| Rickon[c] \| Rickon[c] \| Rickon[c] \| Rickon[c] \| Rickon[c] \| Rickon[c] \| \| \| Jon Snow[c][d] \| Jon Snow[c][d] \| Jon Snow[c][d] \| Jon Snow[c][d] \| Jon Snow[c][d] \| Jon Snow[c][d] \| \| \| |      |      |      |      |      |  |  |                  |                  |                  |                  |                  |                  |  |  |               |               |               |               |               |               |         |         |                  |                  |                  |                  |                  |                  |  |  |      |      |      |      |      |      |        |        |         |         |         |         |         |         |  |  |        |        |        |        |        |        |        |        |          |          |          |          |          |          |        |        |
| Notas: 1. 2. 3. 4. 5. 6. |      |      |      |      |      |  |  |                  |                  |                  |                  |                  |                  |  |  |               |               |               |               |               |               |         |         |                  |                  |                  |                  |                  |                  |  |  |      |      |      |      |      |      |        |        |         |         |         |         |         |         |  |  |        |        |        |        |        |        |        |        |          |          |          |          |          |          |        |        |
| |      |      |      |      |      |  |  |                  |                  |                  |                  |                  |                  |  |  |               |               | Rickard       | Rickard       | Rickard       | Rickard       | Rickard | Rickard |                  |                  |                  |                  |                  |                  |  |  |      |      |      |      |      |      | Lyarra | Lyarra | Lyarra  | Lyarra  | Lyarra  | Lyarra  |         |         |  |  |        |        |        |        |        |        |        |        |          |          |          |          |          |          |        |        |
| |      |      |      |      |      |  |  |                  |                  |                  |                  |                  |                  |  |  |               |               | Rickard       | Rickard       | Rickard       | Rickard       | Rickard | Rickard |                  |                  |                  |                  |                  |                  |  |  |      |      |      |      |      |      | Lyarra | Lyarra | Lyarra  | Lyarra  | Lyarra  | Lyarra  |         |         |  |  |        |        |        |        |        |        |        |        |          |          |          |          |          |          |        |        |
| |      |      |      |      |      |  |  |                  |                  |                  |                  |                  |                  |  |  |               |               |               |               |               |               |         |         |                  |                  |                  |                  |                  |                  |  |  |      |      |      |      |      |      |        |        |         |         |         |         |         |         |  |  |        |        |        |        |        |        |        |        |          |          |          |          |          |          |        |        |
| |      |      |      |      |      |  |  |                  |                  |                  |                  |                  |                  |  |  |               |               |               |               |               |               |         |         |                  |                  |                  |                  |                  |                  |  |  |      |      |      |      |      |      |        |        |         |         |         |         |         |         |  |  |        |        |        |        |        |        |        |        |          |          |          |          |          |          |        |        |
| |      |      |      |      |      |  |  | Brandon          | Brandon          | Brandon          | Brandon          | Brandon          | Brandon          |  |  | Catelyn Tully | Catelyn Tully | Catelyn Tully | Catelyn Tully | Catelyn Tully | Catelyn Tully |         |         | Eddard           | Eddard           | Eddard           | Eddard           | Eddard           | Eddard           |  |  |      |      |      |      |      |      |        |        |         |         |         |         |         |         |  |  |        |        | Lyanna | Lyanna | Lyanna | Lyanna | Lyanna | Lyanna |          |          | Benjen   | Benjen   | Benjen   | Benjen   | Benjen | Benjen |
| |      |      |      |      |      |  |  | Brandon          | Brandon          | Brandon          | Brandon          | Brandon          | Brandon          |  |  | Catelyn Tully | Catelyn Tully | Catelyn Tully | Catelyn Tully | Catelyn Tully | Catelyn Tully |         |         | Eddard           | Eddard           | Eddard           | Eddard           | Eddard           | Eddard           |  |  |      |      |      |      |      |      |        |        |         |         |         |         |         |         |  |  |        |        | Lyanna | Lyanna | Lyanna | Lyanna | Lyanna | Lyanna |          |          | Benjen   | Benjen   | Benjen   | Benjen   | Benjen | Benjen |
| |      |      |      |      |      |  |  |                  |                  |                  |                  |                  |                  |  |  |               |               |               |               |               |               |         |         |                  |                  |                  |                  |                  |                  |  |  |      |      |      |      |      |      |        |        |         |         |         |         |         |         |  |  |        |        |        |        |        |        |        |        |          |          |          |          |          |          |        |        |
| |      |      |      |      |      |  |  |                  |                  |                  |                  |                  |                  |  |  |               |               |               |               |               |               |         |         |                  |                  |                  |                  |                  |                  |  |  |      |      |      |      |      |      |        |        |         |         |         |         |         |         |  |  |        |        |        |        |        |        |        |        |          |          |          |          |          |          |        |        |
| |      |      |      |      |      |  |  |                  |                  |                  |                  |                  |                  |  |  |               |               |               |               |               |               |         |         |                  |                  |                  |                  |                  |                  |  |  |      |      |      |      |      |      |        |        |         |         |         |         |         |         |  |  |        |        |        |        |        |        |        |        |          |          |          |          |          |          |        |        |
| |      |      |      |      |      |  |  |                  |                  |                  |                  |                  |                  |  |  |               |               |               |               |               |               |         |         |                  |                  |                  |                  |                  |                  |  |  |      |      |      |      |      |      |        |        |         |         |         |         |         |         |  |  |        |        |        |        |        |        |        |        |          |          |          |          |          |          |        |        |
| Robb | Robb | Robb | Robb | Robb | Robb |  |  | Jeyne Westerling | Jeyne Westerling | Jeyne Westerling | Jeyne Westerling | Jeyne Westerling | Jeyne Westerling |  |  | Sansa         | Sansa         | Sansa         | Sansa         | Sansa         | Sansa         |         |         | Tyrion Lannister | Tyrion Lannister | Tyrion Lannister | Tyrion Lannister | Tyrion Lannister | Tyrion Lannister |  |  | Arya | Arya | Arya | Arya | Arya | Arya |        |        | Brandon | Brandon | Brandon | Brandon | Brandon | Brandon |  |  | Rickon | Rickon | Rickon | Rickon | Rickon | Rickon |        |        | Jon Snow | Jon Snow | Jon Snow | Jon Snow | Jon Snow | Jon Snow |        |        |
| Robb | Robb | Robb | Robb | Robb | Robb |  |  | Jeyne Westerling | Jeyne Westerling | Jeyne Westerling | Jeyne Westerling | Jeyne Westerling | Jeyne Westerling |  |  | Sansa         | Sansa         | Sansa         | Sansa         | Sansa         | Sansa         |         |         | Tyrion Lannister | Tyrion Lannister | Tyrion Lannister | Tyrion Lannister | Tyrion Lannister | Tyrion Lannister |  |  | Arya | Arya | Arya | Arya | Arya | Arya |        |        | Brandon | Brandon | Brandon | Brandon | Brandon | Brandon |  |  | Rickon | Rickon | Rickon | Rickon | Rickon | Rickon |        |        | Jon Snow | Jon Snow | Jon Snow | Jon Snow | Jon Snow | Jon Snow |        |        |

### Série de televisão
Sansa é uma das personagens que, apesar de ter sua história na série Game of Thrones contada nas primeiras temporadas quase fielmente igual aos livros em que aparece, nas últimas tem uma história nunca contada, à frente do que existe nos livros, não escrita pelo autor George R. R. Martin mas sim pelos roteiristas da série, desenvolvidos em cima de pequenos fragmentos de história fornecidos pelo próprio Martin.

#### 1ª temporada (2011)
Sansa primeiramente aparece com a irmã Arya em Winterfell durante a aula de bordados com Septa Morgane. Depois da chegada do rei Baratheon e seu séquito à fortaleza, ele insiste com Ned Stark que Joffrey e Sansa deveriam se casar para juntar as duas Casas. Sansa, que está desesperada para sair de Winterfell, implora à mãe para que convença o pai a concordar com o rei. Após a partida de Sansa, Ned e Arya para Porto Real, Joffrey é atacado pelo lobo de Arya, "Nymeria", ao tentar machucar um amigo de Arya, o filho do açougueiro. A rainha Cersei convence o marido a sacrificar o lobo de Sansa, "Lady", já que Arya sumiu com o lobo dela. Em Porto Real, Sansa assiste a um torneio de cavaleiros em homenagem ao pai, feito Mão do Rei pelo monarca e encontra Petyr Baelish, que conta às duas irmãs a história de como Sandor Clegane, o "Cão de Caça", teve parte de seu rosto queimado. Após a renúncia de Ned como Mão do Rei, Sansa fica devastada em saber que todos retornarão a Winterfell, comparando Joffrey, a quem foi prometida, com um leão, e dizendo que ele em nada se parece com o rei. Este comentário inspira Ned a investigar a linha familiar da família Baratheon, e acaba descobrindo que os filhos de Robert com Cersei Lannister são na verdade fruto de incesto dela com o irmão, Jaime Lannister.
Com a morte de Robert e a declaração de Ned de que Joffrey não é o sucessor legítimo, todos os integrantes da Casa Stark em Porto Real, com exceção de Ned, Sansa e Arya, são executados por ordem do novo rei. Cersei persuade Sansa a escrever ao irmão mais velho delas, Robb Stark, a jurar lealdade a Joffrey. Sansa implora a Joffrey que poupe a vida do pai, com o que ele concorda desde que Ned se ajoelhe em lealdade. Ned o faz, mas, descumprindo o trato, Joffrey ordena sua execução e Sansa desmaia quando o pai é decapitado. Sofrendo a morte do pai, ela é forçada por Joffrey a olhar as cabeças espetadas de Ned e Septã Mordane. Ela implora que ele a deixe voltar para Winterfell, mas Joffrey diz que eles ainda deverão se casar e que ela deve ficar e obedecer. Ele também diz a Sansa que lhe dará a cabeça de Robb quando o derrotar ao que ela responde que é o irmão lhe dará a cabeça de Joffrey. Quando estão andando no muro do castelo Sansa se move para empurrar Joffrey para a morte mas é impedida por Sandor Clegane, que a avisa que ela continuará a ser abusada.

#### 2ª temporada (2012)
À medida que a Guerra dos Cinco Reis progride, a situação de Sansa em Porto Real se torna cada vez mais perigosa. Durante uma festa, ela salva a vida de Ser Dontos Hollard, convencendo Joffrey a transformá-lo em bobo da corte ao invés de executá-lo. Nesta festa, Tyrion Lannister oferece suas condolências a Sansa pela morte do pai ao que ela responde que todos de sua família são traidores e que ela é leal a Joffrey. Mais tarde, quando seu irmão Robb vence uma batalha contra os Lannisters, Sansa apanha e é humilhada em público por Joffrey, em castigo pelos crimes do irmão. Tyrion entra na corte e resgata Sansa. Apesar de ser um anão, ele se condói com a situação de Sansa mas ela mantém a fachada de que é leal a Joffrey, o que o impressiona, e começa a achar que Sansa deve sobreviver a Porto Real. Ele tem uma amante, a prostituta Shae, que é criada de Sansa. As duas ficam amigas e Shae vira a confidente de Sansa, que diz a ela de seu ódio pelos Lannisters. Após acompanhar a família real ao porto para a despedida de  Myrcella, a irmã menor de Joffrey que segue para  Dorne, prometida ao príncipe local para assegurar a aliança entre os Lannister e os Martell, Sansa volta para o castelo mas no caminho explode um grande tumulto entre a população e ela se perde dos demais. Quando vai ser atacada por três homens, é resgatada por Sandor Clegane que a leva de volta à fortaleza. Na manhã seguinte, ela acorda de um pesadelo com a cena e descobre que a cama está ensanguentada; descobre então que menstruou e pode ter um filho de Joffrey. Sansa e Shae tentam esconder o fato, e a prostituta ameaça outra serva de morte caso conte a alguém. Porém, Sandor vê o sangue na cama e Joffrey e Cersi são informados. Cersei convida Sansa a seu quarto para dividir sua sabedoria e experiência como mãe e esposa e conta que seu marido não tinha interesse em que ela tivesse filhos.
Antes da Batalha de Blackwater, Joffrey força Sansa a beijar a lâmina de sua espada, enquanto se gaba de que ele mesmo matará Stannis. Sansa provoca Joffrey dizendo que ele deve ficar na vanguarda das tropas (o que ele obviamente não fará). Durante a batalha, ela se refugia com Cersei, Shae e outras mulheres e crianças na Fortaleza Vermelha; Cersei, bêbada, atormenta a todos dizendo que se os homens perderem a batalha todas serão estupradas e terão bastardos em suas barrigas na manhã seguinte. Depois que ela e o filho menor Tommen fogem para um subterrâneo mais seguro, Sansa deixa o lugar para se esconder em seu quarto, onde encontra Sandor Clegane; ele, que está pronto a deixar Porto Real, se oferece para levá-la para casa. Sansa recusa e repete que Joffrey não irá machucá-la. A batalha é ganha pelas forças das Casas Lannister e Tyrell, que expulsam as tropas e a esquadra de Stannis Baratheon; depois da vitória, Loras Tyrell pede a Joffrey que aceite sua irmã Margaery em casamento no lugar de Sansa. O jovem rei aceita, anulando seu compromisso com Sansa. Aparentemente devastada com a noticia, interiormente ela comemora e fica deliciada. Porém, "Mindinho" a avisa que mesmo ela não estando mais noiva do rei, Joffrey ainda tem toda a autoridade pra abusar dela, ainda mais agora que ela já é uma mulher. Ele diz que a ajudará a sair de Porto Real mas ela mantém a mesma fachada e diz que ali é sua casa. 

#### 3ª temporada (2013)
Quando seu noivado com Joffrey é anulado, Sansa não tem mais que se preocupar em passar o resto da vida com ele, mas ao mesmo tempo passa a ter menos proteção e mais chances de ser atormentada. Baelish, velho amigo de sua mãe e com reputação de ser sádico e astuto, diz que pode retirá-la escondida da cidade, mas ela reluta. Sansa encontra um amigo em Loras Tyrell, que é gentil com ela e de quem espera que peça sua mão em casamento. Sua irmã, Margaery, agora a noiva de Joffrey, também é gentil e a convida para almoçar com ela e sua avó, a matriarca dos Tyrell, Olenna Tyrell, onde lhes pedem sua opinião sobre Joffrey. Ela revela a personalidade sádica e cruel do rei, mas as duas recebem isso como algo trivial, dizendo que não se pode mudar o caráter de um homem muito menos de um rei. A afeição de Sansa por Loras aumenta, sem ela perceber que ele é homossexual e que, mesmo gostando dela, nunca se casaria com ela por isso. Margaery propõe a ideia de que os dois se casem, para alegria de Sansa, pois também poderia deixar Porto Real, mas quando a proposta chega aos ouvidos dos Lannister, eles temem que os Tyrell possam se tornar uma ameaça ainda maior ao poder tendo na família uma herdeira da Casa Stark e rapidamente acabam com essa ideia, oferecendo Cersei como esposa à Loras e noivando Sansa com o anão Tyrion, ideia que ela e Shae, a amante de Tyrion, odeiam. Porém, o casamento é realizado e na noite de núpcias Tyrion promete não machucá-la, mas notando o desprazer que ela tem com ele, não consuma o casamento no leito nupcial. De alguma maneira, os dois estabelecem uma relação de amizade. Entretanto, a relação sofre um grande abalo quando Sansa recebe a notícia de que seu irmão Robb e sua mãe Catelyn foram mortos no Casamento Vermelho, um assassinato orquestrado por Tywin Lannister, o patriarca dos Lannisters.

#### 4ª temporada (2014)
Sansa, ainda em choque com a notícia da morte da mãe e do irmão, é procurada por Dontos Hollard, o ex-cavaleiro a quem salvou a vida, que lhe dá de presente um colar, dizendo que tinha sido de sua mãe. O colar, entretanto, é falso e uma das gemas dele contém veneno, que é colocado na bebida de Joffrey por Olenna durante o banquete de casamento dele com Margaery, e o mata asfixiado. No meio da comoção e caos que acontece, Sansa, que foi acusada junto com Tyrion por Cersei de ter envenenado o rei, é levada por Dontos para o barco de Baelish na baía de Blackwater e dali para o Vale de Arryn; no caminho ele revela o que o colar continha e que matou Dontos ainda em Porto Real para que isso nunca fosse revelado. 
Petyr Baelish, com Sansa a seu lado posando de sua filha bastarda, Alayne Stone, passa pelos Portões de Sangue do Ninho de Águia, no Vale, a fortaleza de Lysa Arrys, tia de Sansa por parte de mãe e agora casada com "Mindinho ". Lysa inicialmente os recebe de braços abertos, dizendo que sabe exatamente quem Sansa é. Cedo porém, ela desconfia da relação dos dois e acusa Baelish de violentar a menina, o acusando de nunca tê-la amado. Mais tarde, Baelish confessa a Sansa seu amor eterno pela mãe dela, a falecida Catelyn, irmã de Lysa, e rouba um beijo da menina espantada, no que é observado à distância por Lysa; esta, enciumada, leva Sansa à Porta da Lua, um buraco na sala do trono da fortaleza que se abre diretamente para o abismo abaixo da montanha, pretendendo jogá-la dali, mas Baelish intervém e empurra Lysa pelo buraco, enquanto proclama seu amor por Catelyn. Então ele conta aos lordes do Vale que a mulher cometeu suicídio e Sansa é chamada para testemunhar. Ela, revelando sua identidade real, corrobora a história de Baelish.

#### 5ª temporada (2015)
Baelish arranja um casamento entre Sansa e Ramsay Bolton, agora o herdeiro do Norte depois da morte de Robb Stark. Mesmo relutante em casar com Ramsay, já que o pai dele, Roose Bolton, foi o assassino de Robb, Baelish a convence dizendo que o casamento é uma oportunidade dela vingar a família. Em seu caminho para Winterfell, onde agora Roose reina, ela encontra Brienne de Tarth, que havia jurado a Catelyn Stark levar Sansa para a segurança e que tenta convencê-la a vir com ela, o que Sansa recusa. Baelish a seguiu com seus homens mas Brienne, de qualquer maneira, segue Sansa independente de sua vontade e acampa fora de Winterfell, antes dizendo a Sansa que caso se sinta em perigo em algum momento dê um sinal que ela iria salvá-la. Apesar de inicialmente charmoso, a natureza sádica de Ramsay se torna logo aparente quando Sansa descobre que ele aprisionou o ex-escudeiro de Ned Stark, Theon Greyjoy, que supostamente teria matado os irmãos menores de Sansa, Bram e Rickon, e agora o havia obrigado a assumir a identidade de um servente, Reek.
Após ser selvagemente estuprada por Ramsay na noite de núpcias, Sansa pede a "Reek" – apelido humilhante dado por Ramsay a Theon – que sinalize para Brienne fora dos portões, na floresta, para pedir ajuda. "Reek", desejando poupar Sansa da ira de Ramsay, ao invés disso conta a ele, que esfola viva a serva que havia falado a Sansa sobre o sinal e a obriga a olhar o corpo ensanguentado. Furiosa, Sansa confronta "Reek" que lhe conta que nunca matou os irmãos dela e tinha falhado em achá-los quando recebeu ordens para isso, matando dois meninos filhos de camponeses no lugar. Quando Bolton deixa a fortaleza para enfrentar as tropas de Stannis Baratheon no campo, Sansa volta aos muros para sinalizar com fogo para Brienne, mas ela havia deixado o local para ir atrás de Stannis e matá-lo. Quando a ajuda não vem, Sansa retorna para seu quarto mas é surpreendida pela amante de Ramsay,  Myranda, que ameaça mutilá-la. Finalmente saindo do estado de letargia e de obediência cega no que o horror que tinha de Ramsay o havia transformado, "Reek" joga Myranda por cima do muro, matando-a na queda, enquanto as forças de Ramsay retornam vitoriosas. Sabendo que serão torturados e mortos se forem pegos, Sansa e Theon pulam do parapeito do muro de Winterfell para a neve lá embaixo. 

#### 6ª temporada (2016)
Sansa e Theon sobrevivem à queda sem ferimentos mas são capturados na floresta ao redor de Winterfell por soldados de Bolton; Brienne e seu escudeiro  Podrick Payne surgem a tempo de resgatá-los e matam os soldados. Desta vez Sansa aceita a lealdade e a proteção de Brienne que se ajoelha à sua frente e faz seu juramento. Enquanto Theon retorna para as Ilhas de Ferro, Sansa, Brienne e Podrick iniciam sua jornada para Castle Black, onde está seu meio-irmão, Jon Snow, que acabou de renunciar ao comando da Patrulha da Noite. Sansa tenta persuadir Jon a ajudá-la a expulsar os Bolton de Winterfell. Inicialmente ele se recusa mas muda de ideia quando Ramsay lhe manda uma carta se regozijando de ter aprisionado Rickon Stark, o filho mais novo dos Stark e ameaça matá-lo, aos Starks e aos Selvagens e jogar Jon por cima da Muralha, se ele não lhe devolver Sansa. Antes que eles deixem Castle Rock em direção a Winterfell, "Mindinho" reaparece e consegue um encontro com Sansa em Mole's Town; ele insiste que ela desconhece a natureza e a força de Ramsay Bolton e oferece a ajuda dos cavaleiros do Vale, também anunciando que seu tio-avô  Brynden "Blackfish" Tully capturou  Riverrun à Casa Frey. Sansa manda Baelish embora dizendo que nunca mais quer vê-lo, mas envia Brienne às Terras Fluviais para convencer os Blackfish a ajudar os Stark.
Apesar dos irmãos conseguirem o apoio de apenas alguns dos lordes do Norte, Jon insiste em continuar a marcha para Winterfell, apesar das objeções de Sansa. Ela envia então uma carta a Baelish pedindo a ajuda do Vale e no meio da batalha, quando as tropas de Snow parecem derrotadas, os cavaleiros surgem e derrotam o exército de Bolton. Ramsay é derrotado numa luta pessoal com Jon, capturado e preso junto a seus famintos cães de caça e Sansa observa com satisfação enquanto os animais devoram o dono vivo. Depois de muito tempo e ao lado do irmão, ela finalmente sorri e diz que o Inverno finalmente chegou ali. Um momento depois, Petyr Baelish lhe confessa ambição de um dia governar Westeros com ela a seu lado, mas ela refuta suas investidas. Também ignora uma tentativa dele de criar uma diferença entre ela e Jon, mas fica surpresa e feliz quando os soldados do Norte e do Vale declaram Jon Snow como Rei do Norte.

#### 7ª temporada (2017)
Ao lado do irmão em Winterfell, Sansa participa da reunião com os lordes do Norte, que ele pretende unir na causa comum contra os Caminhantes Brancos. Na assembléia, ela se coloca publicamente contra Jon quando ele perdoa os jovens herdeiros de duas Casas cujos pais os traíram no passado, mas Jon faz valer sua vontade e depois discute com Sansa por tê-lo confrontado de público. Quando ele parte para o sul, depois de receber um convite de Daenerys Targaryen para ir à Pedra do Dragão, Sansa passa a governar o Norte em seu nome. Ela é elogiada por "Mindinho" na sua administração de Winterfell e do Norte, que diz que Sansa nasceu pra comandar. Chamada pela guarda à entrada da fortaleza, ela finalmente reencontra seu irmão mais novo Bran, que reaparece acompanhado de  Meera Reed vindo da Muralha. Na conversa posterior entre os dois, Bran diz que agora é o Corvo de Três Olhos e que vê as coisas do passado e do presente. Ele faz um comentário pesaroso sobre o acontecido entre Sansa e Ramsay Bolton e ela vai embora visivelmente constrangida em ser lembrada de seu passado. Depois, Arya retorna a Winterfell e as duas se abraçam emocionadas durante o encontro; Sansa leva a irmã para rever Bran e este lhe dá de presente, uma adaga de vidro do dragão; Sansa assiste mais tarde a um combate entre Arya e Brienne, que, para surpresa de todos, termina empatado, pelas técnicas de luta que Arya aprendeu em sua ausência. Arya continua a ter uma relação pouco confortável com a irmã. 
Quando os lordes do Norte sugerem que Sansa assuma o controle de Winterfell definitivamente, insatisfeitos por acharem que Jon os abandonou, o que Sansa recusa, Arya lhe diz que no fundo é o que ela quer, mesmo que não admita. Mindinho se apossa de uma antiga mensagem de Sansa encontrada nos arquivos de Winterfell e a esconde em seu colchão, mas Arya a descobre e lê, sem saber que era do interesse de Baelish que ela a lesse. Arya confronta Sansa com a mensagem, uma antiga mensagem que ela foi obrigada a escrever por Cersei pedindo o apoio do irmão Robb Stark para o rei Joffrey, então seu noivo, após a morte de Ned, e ela diz que escreveu por ser ainda muito jovem e estar sob ameaça. Também lembra a Arya que elas só tem um casa para onde puderam retornar por causa dela. Sansa discute o caso com "Mindinho", que, fazendo o advogado do diabo, diz que não sabe como ela conseguiu a carta, mas que ela não fará nada contra a irmã. Mais tarde ela recebe uma mensagem de Cersei convidando-a a ir a Porto Real; desconfiada e sempre temerosa das armadilhas de Cersei, envia Brienne como sua representante. Depois ela vasculha o quarto de Arya e encontra várias máscaras de rostos de pessoas; a irmã aparece e as duas tem uma discussão. Com um adaga apontada para Sansa, Arya diz que com aquelas faces ela pode incorporar quem quiser, até a irmã, a "Lady de Winterfell", mas entrega a adaga com o cabo virado para a assustada Sansa e deixa o quarto. 
"Mindinho" continua a manipular Sansa contra Arya, sugerindo numa conversa que a irmã poderia matá-la para assumir o título de Lady de Winterfell. Sansa convoca Arya para uma reunião formal com ares de julgamento no Grande Salão, onde ela se encontra com Bran, Mindinho e cercada por lordes e soldados do norte e do Vale. Em pé no meio do salão, Arya lhe pergunta se é aquilo mesmo que a irmã deseja, e Sansa responde que é o que precisa ser feito por questões de honra e para defender a família. Então lança uma acusação de assassinato e traição, mas ao invés de ser para irmã, ela se refere a "Mindinho". Pego de surpresa, com a cerimônia combinada entre os irmãos cientes finalmente de suas manipulações, Baelish é acusado de diversos crimes no passado, entre eles tramar a morte do pai deles, Ned Stark, ao que Bran confirma por suas visões do passado, e de tentar separar as irmãs Catelyn e Lysa, com o assassinato da mesma no Ninho da Águia, o que ele novamente tenta fazer agora entre Sansa e Arya. Sem apoio entre os presentes e sem poder confrontar as acusações, ele cai de joelhos e implora o perdão de Sansa e quem diz amar mais do que já amou alguém. Sansa lhe agradece pelas lições que ele ensinou, como a não confiar em ninguém, e assenta para Arya, que o mata cortando-lhe a garganta, os três irmãos Stark atuando como testemunha ocular, juiz e carrasco.

#### 8ª temporada (2019)
Sansa recebe Jon de volta a Winterfell, onde ele chega com Daenerys Targaryen e seus exércitos. Respeitosa mas visivelmente incomodada e desconfiada com a rainha Targaryen e suas intenções, ela comenta a sós com o irmão que ele saiu de Winterfell como rei do Norte e retornou como súdito de outra rainha.  Jaime chega a Winterfell e é levado à presença de Sansa, Daenerys, Jon, Bran, dos nobres e soldados no Grande Salão do castelo. Ele traz a notícia de que Cersei não enviará seu exército para ajudar mas que ele está ali para cumprir a palavra dada. Sansa e Daenerys querem executá-lo por seus crimes passados contra os pais de ambas. Tyrion e Brienne interferem, dizendo que Jaime é um homem de honra e que está ali para ajudar. Brienne diz a Sansa que confia plenamente nele. Com isso, sua vida é poupada. Numa conversa posterior a sós com Daenerys, a rainha Targaryen quer saber o porquê do incômodo que ela provoca em Sansa e ela responde que Jon se apaixonou por ela e que Daenerys o manipula; esta responde que está ali porque ama Jon e está lutando a guerra dele e pergunta quem manipula quem ao final. 
Quando Sansa pergunta como ficará o Norte, que jurou não se submeter a mais ninguém, após a guerra, se vencerem, Daenerys se retrai. Depois ela recebe com alegria Theon Greyjoy que veio com seus homens da Ilha de Ferro lutar por Winterfell. Durante a batalha contra os mortos-vivos, Sansa esconde-se com Tyrion, Missandei, Varys e um grande grupo de mulheres, crianças e idosos nas criptas de Winterfell. Enquanto aguardam o desenrolar da luta os dois trocam palavras amargas, irônicas e doces sobre o passado e a vida de ambos. Sansa sobrevive à batalha depois que o Rei da Noite e seu Exército dos Mortos se transforma em pó.
Durante a cerimônia de cremação dos mortos na batalha na frente do castelo, Sansa chora sobre o corpo de Theon e depois acende uma das piras onde o corpo dele e de tantos outros é queimado. No banquete noturno em comemoração à vitória, ela nota como Jon é amado pelos homens enquanto Daenerys é relevada e também nota o amor do irmão pela rainha. Ela e Cão de Guarda conversam durante a festa e ela diz que não é mais a menina que um dia ele salvou e ele concorda com a mudança dela. Durante a reunião de comando para o ataque a Porto Real, mais uma vez Sansa discute com Daenerys. Numa reunião posterior no Bosque Sagrado entre ela, Arya, Bran e Jon, onde ela mais uma vez coloca sua desconfiança e critica a submissão de Jon à rainha Targaryen, Bran, a pedido dele, finalmente lhe conta a verdade sobre o irmão. Sansa conta para Tyrion Lannister sobre a verdadeira origem de Jon, o que acabaria culminando na traição, e posteriormente execução, de Lorde Varys.  Depois do massacre, Jon mata Daenerys para impedi-la de levar a destruição pelo resto do mundo, como ela pretendia. Com a morte da rainha, os líderes de toda Westeros se reúnem no Fosso do Dragão e Sansa está entre eles. Ela assiste os lordes de Westeros escolherem seu irmão Bran como novo rei. Ela diz ao irmão que o ama mas que o Norte será independente e nunca mais se ajoelhará para ninguém, o que Bran consente. De volta a Winterfell, ela é então coroada pelos lordes como Rainha do Norte.

## Crítica

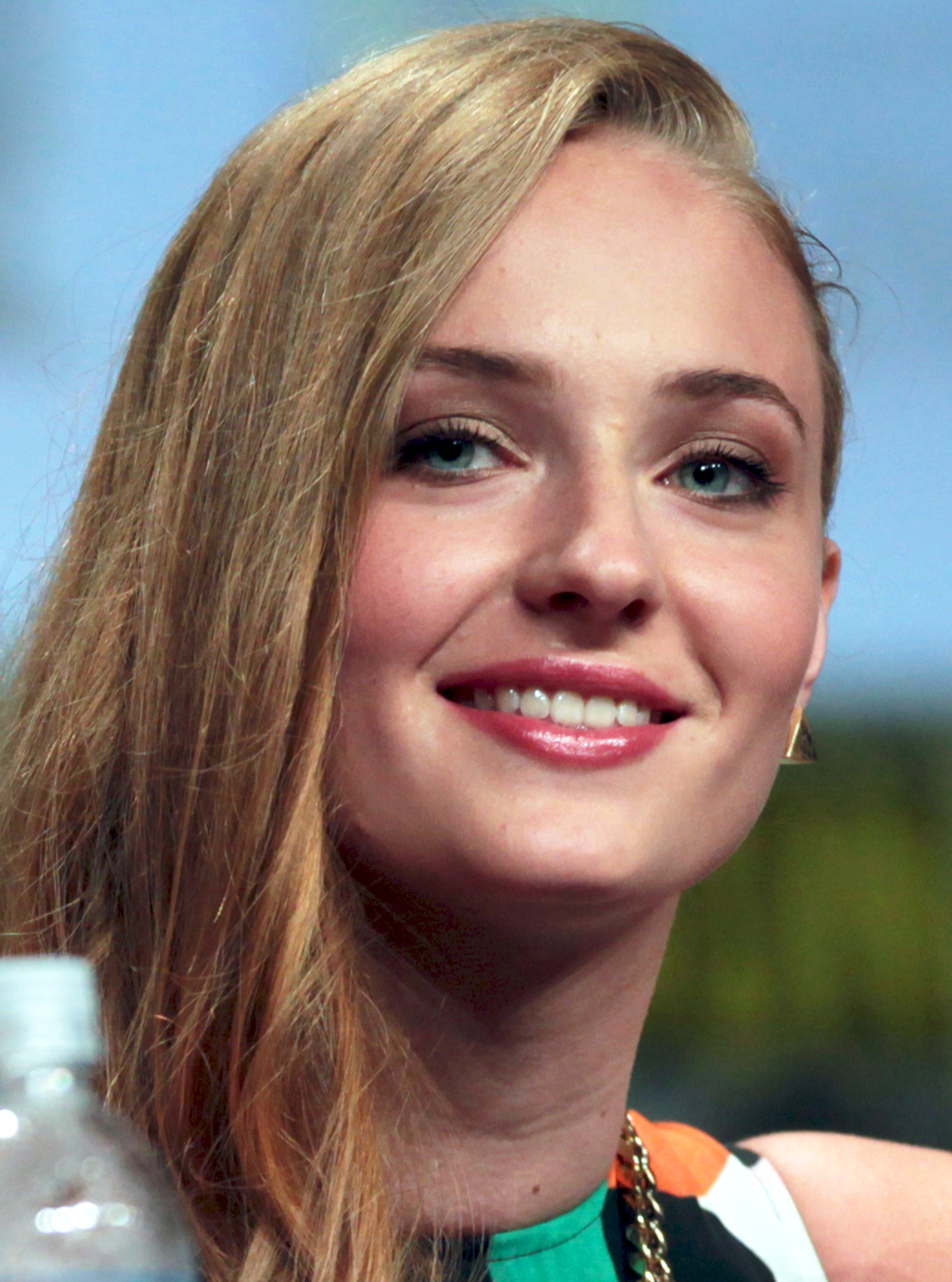
Sophie Turner é Sansa Stark em Game of Thrones.

À medida que o seriado vem se desenvolvendo, Sansa Stark vem recebendo aclamação da crítica pelo desenvolvimento da personagem e sua mudança de um menina ingênua para uma forte jovem mulher. A revista Rolling Stone a colocou no 4º lugar entre os 40 melhores personagens da série, dizendo que Sansa "é sempre diminuída em relação à sua pequena irmã assassina, mas sua quietude, sagacidade política inata e força emocional lhe permitiram sobreviver" e chamando-a de "o segredo mais bem guardado do show"; Num ranking dos 48 melhores personagens da série, o website especializado The Wrap, a coloca como a nº4, à frente de nomes mais populares como Jon Snow, Tyrion Lannister e Daenerys Targaryen, dizendo que "Sansa tem sido grande na 6ª temporada, tornando-se aquele tipo de fodona que nós sempre esperávamos ver, mas em que ela nunca havia conseguido se transformar".
Num artigo publicado no website Mic.com, Juliane Ross diz que "a filha mais velha dos Stark é sempre citada como um dos personagens mais vilipendiados da série mas Sansa Stark é também um dos personagens femininos mais clássicos do show". Ross critica um certo ódio dos fãs à personagem, principalmente com relação à universalmente adorada tomboy Arya Stark, sua irmã mais nova, afirmando que "indiscutivelmente, ela tem uma quantidade desproporcional de ódio de fãs porque ela não se encaixa no molde estreito de" personagem feminina forte" para o qual estamos acostumados a torcer".
Num artigo publicado na MTV.com, intitulado "Sansa Stark é o único herói de Game of Thrones por quem é justo torcer", Crystall Bell diz que:

 Sansa é o único personagem confiável da saga de George R. R. Martin. Ela é frequentemente desprezada mas, da maneira como a vejo, ela é odiada apenas por ser mulher. Ao contrário de Brienne, Arya, Cersei e Margaery – modelos do estereótipo da personagem feminina forte – a passividade de Sansa denota fraqueza. Ela não tem a habilidade com a espada da irmã ou a sedução esperta de Margaery Tyrell ou é uma rainha feroz como Cersei Lannister. Ela é a epítome da feminilidade em Game of Thrones e por isso repudiada, mas a sua maior força como personagem vem de sua resistência inabalável. Ela foi humilhada e torturada por temporadas inteiras pelos perturbados meninos-homens a seu redor; ela tem sido submetida diariamente a sexismo e misoginia desde o primeiro dia. E, ainda assim, ela sobrevive, mesmo onde heróis com armaduras caíram antes dela. Ela é a sobrevivente do show. Ela continuamente sofre a dor e a humilhação de ser uma mulher em Westeros. Só porque Sansa não maneja uma espada como Arya ou Brienne ou comanda dragões como Daenerys, isso não faz dela nada menos que uma heroína.
.
Sansa recebeu elogios especiais durante a 6ª temporada da série, em 2016, na qual ela começou sua luta para retomar a casa de sua família e conseguir a vingança exata sobre aqueles que a injustiçaram. Numa entrevista ao The New York Times, a atriz Sophie Turner, que a vive na tela, disse que "Sansa não é mais um peão no jogo de ninguém; ela não é mais uma prisioneira ... ela está assumindo o comando e fazendo seu próprio jogo, o que é muito emocionante". Megan Garber do The Atlantic elogiou a decisão dos roteiristas de ser Sansa quem orquestrou a retomada de Winterfell e a morte de seu marido psicopata Ramsay Bolton, dizendo que "no fim, eram apenas Sansa e seu abusador, sós novamente na câmara escura, mas, desta vez, era então Sansa tomando as decisões sobre quem seria a vítima". Sobre a cena, disse Turner: "É incrível ... é a primeira morte de Sansa e é um momento muito forte para ela, porque por toda sua vida ela foi afetada por estes homens que fizeram tantas coisas terríveis com ela". Numa entrevista posterior à revista TIME, Sophie Turner declarou que estava gratificada em ver o desenvolvimento de Sansa durante a 6ª temporada e defendeu a série sobre o cruel tratamento dado às mulheres: "Na minha opinão Game of Thrones não é sexista, ele é preciso sobre a Idade Média. A história coloca limites sociais sobre as mulheres e elas saem desses limites".

### Controvérsias
No episódio "Unbowed, Unbent, Unbroken", da 5ª temporada, o estupro de Sansa por Ramsay Bolton foi objeto de grande controvérsia pelo desvio da série com relação aos livros. A maioria das críticas veio da decisão de criar a cena de Ramsay estuprando a mulher na noite de núpcias, com a maioria dos críticos descrevendo a cena como gratuita e artisticamente desnecessária. "Esta cena sombria foi difícil para o show justificar", disse o Daily Telegraph. Christopher Orr noThe Atlantic: "eu continuo a me surpreender que os produtores e roteiristas Benioff e Weiss ainda aparentemente acreditam que sua tendência em aumentar o sexo, a violência e especialmente a violência sexual do material original de George Martin é uma força ao invés de uma fraqueza definitiva de sua adaptação".
Outros críticos fizeram resenhas positivas sobre a cena. Sarah Hughes do The Guardian escreveu: "Eu tenho repetidamente deixado claro que não sou fã do uso de estupro como um dispositivo de trama dramática; mas a história do casamento de Ramsay e Sansa é mais do que isso. Os roteiristas estão andando numa linha bem fina aqui e a trataram bem esta noite, contando uma história gótica da inocência sacrificada". Já Sara Stewart do New York Post perguntou "porque tantas pessoas estavam indignadas com a cena do estupro de Sansa, quando este show sempre forneceu uma dieta constante de agressão sexual e violência contra mulheres desde a sua primeira temporada?".
Alguns espectadores, incluindo a senadora americana Claire McCaskill, anunciaram que deixariam de assistir à série por causa da cena. As críticas, entretanto, não macularam a qualidade da interpretação. Joanna Robinson da Vanity Fair, uma das que criticaram bastante a cena, escreveu: "se podemos dizer algo positivo sobre aquela cena é que Alfie Allen (Theon Greyjoy/Reek) arrasou em sua performance. O horror de Theon era o nosso horror e a câmera - focando sua reação - deixou nossas mentes preencher os espaços em branco. Sophie Turner defendeu a cena como um desafio artístico para ela como atriz: "Quando eu li aquela cena, eu a amei. Eu adoro o jeito como Ramsay obriga Theon a olhar. É tudo tão louco. Também é tão assustador para eu fazer isso. Esta será a temporada mais desafiadora para mim, porque é tão emocional para ela. Não é apenas ficar chorando o tempo todo, como a 2ª e a 3ª temporadas, é um turbilhão."